# Треугольник (фильм, 2010)
«Треугольник» (яп. さんかく Санкаку) — японский мелодраматический кинофильм режиссёра Кэйсукэ Ёсиды, выпущенный в японских кинотеатрах 26 июня 2010 года.

## Сюжет
Каё (Томоко Табата) и Момосэ (Сосукэ Такаока), молодые люди 29 и 30 лет соответственно, живут вместе уже два года. При знакомстве у них были сильные чувства друг к другу, но сейчас они слегка охладели. Однажды к ним в гости приезжает знакомая Каё, пятнадцатилетняя ученица средней школы Момо (Эрэна Оно). Её появление в жизни этой пары привносит в их жизнь новые краски, но грозит разрушить отношения между Каё и Момосэ.

## В ролях
- Сосукэ Такаока[англ.] — Момосэ
- Томоко Табата[англ.] — Каё
- Эрэна Оно — Момо
- Син Ядзава[яп.]
- Юко Осима
- Тайга[яп.]
- Ютака Мисима[яп.]
- Масааки Акахори
- Хадзимэ Танигути